# Венсенский замок
Венсе́нский за́мок (фр. Château de Vincennes) был построен для королей Франции в XIV—XVII столетиях в Венсенском лесу, на месте охотничьего поместья XII века. Вокруг замка сложился город Венсен, в наши дни — юго-восточное предместье Парижа.

## История

### XII—XIII века
Около 1150 года на месте будущего замка был построен охотничий дом для Людовика VII. В XIII столетии поместье было расширено Филиппом Августом и Людовиком Святым (именно из Венсенского замка Людовик отправился в роковой для себя крестовый поход в Тунис). 
Во второй половине XIII века в Венсенском замке женились короли Филипп III и Филипп IV; скончались Людовик X, Филипп V Длинный и Карл IV.

### XIV—XVI века
В XIV веке, при Филиппе VI, замок был существенно расширен и приобрёл башню-донжон высотой 52 метра, в котором были устроены королевские покои и библиотека. Около 1410 года, уже при Карле VI, был завершён периметр внешних стен. 
Во времена французских религиозных войн XVI века замок стал тюрьмой, в том числе — для будущего короля Генриха IV.

### XVII век
В XVII веке архитектор Луи Лево выстроил по заказу Людовика XIV два павильона — один предназначался для вдовствующей королевы, другой — для кардинала Мазарини. Однако после того, как внимание короля отвлёк новый проект — Версаль — работы по обустройству новых дворов были заброшены. Строители вновь пришли в Венсен только в 1860 под руководством реставратора Виолле-ле-Дюка.

### XVIII—XIX века
В XVIII веке короли навсегда покинули замок. В нём расположились венсенская фарфоровая мануфактура (c 1740) и опять-таки тюрьма. В Венсене сидели герцог де Бофор, Николя Фуке, Джон Ванбру, маркиз де Сад, Жан-Анри Латюд, Дидро и Мирабо. В 1804 году во рву крепости по приказу Наполеона расстреляли похищенного герцога Энгиенского.

### XX век
В XX веке в замке были казнены: французами — Мата Хари в 1917 году, немцами — 30 мирных заложников в 1944 году.